# SS Kaiser Wilhelm der Grosse
El SS Kaiser Wilhelm der Grosse (en alemán: Kaiser Wilhelm der Große y traducido al español como Emperador Guillermo el Grande) fue un transatlántico alemán bautizado en honor de Guillermo I, el primer jefe de Estado del Imperio alemán. Construido en Stettin para la empresa naviera Norddeutscher Lloyd (NDL), fue introducido en servicio en 1897, siendo el primer buque de transporte de pasajeros en contar con cuatro chimeneas. En el momento de su entrada en servicio fue el barco de pasajeros más grande del mundo.
Fue también el primero de un cuarteto de barcos construidos entre 1903 y 1907 por la NDL (siendo los otros el SS Kronprinz Wilhelm, SS Kaiser Wilhelm II y SS Kronprinzessin Cecilie), conocidos como la clase Kaiser, que marcarían el comienzo de un cambio en la forma en que se demostraba la supremacía marítima en Europa a principios del siglo XX. Fue hundido al inicio de la Primera Guerra Mundial, en 1914, en la batalla de Río de Oro.

## Historia

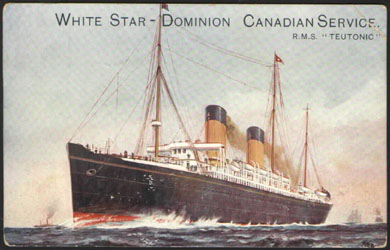
El, de la White Star Line, sirvió de inspiración en el diseño de la clase Kaiser.

El barco inauguró una nueva era de los viajes transoceánicos, y la novedad de disponer de cuatro chimeneas se asociaba con el tamaño, la fuerza, la velocidad y sobre todo el lujo del buque. Rápidamente se estableció en la ruta del Océano Atlántico, y obtuvo la Banda Azul para Alemania, un premio notable para el que realizara el viaje más rápido entre Europa y América que había sido anteriormente dominado por los británicos. 
En 1900, se vio implicado en un fuego en el puerto de Nueva York que resultó en varias muertes. Fue también víctima de una colisión en Cherburgo (Francia) en 1906. Con el advenimiento de sus barcos hermanos, fue entonces reconvertido en un buque destinado completamente al transporte de inmigrantes de 3ª clase para aprovechar el lucrativo tráfico de personas que viajaba a Estados Unidos.
Convertido en un crucero auxiliar durante la Primera Guerra Mundial, se le dieron órdenes de capturar y destruir barcos enemigos durante los primeros meses de la guerra. Relativamente exitoso, destruyó varios barcos antes de que finalmente fuera destruido en la Batalla de Río de Oro en agosto de 1914, el primer mes de la guerra, por el crucero protegido británico HMS Highflyer.
Se convirtió en el primer transatlántico en ser hundido en esa guerra.

## Galería

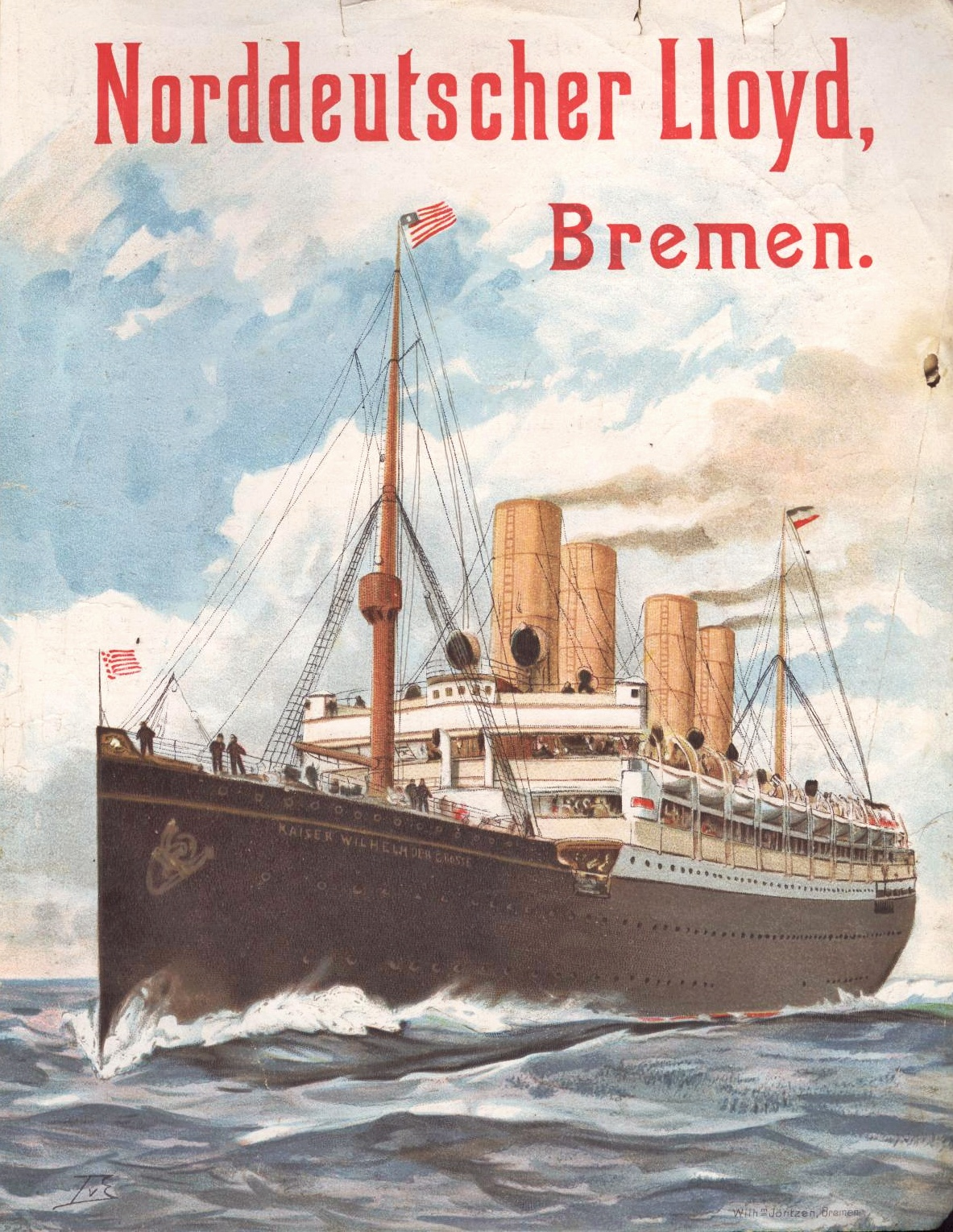
El Kaiser Wilhelm der Grosse en un cartel publicitario de la NLD, (1903)
Postal con vista nocturna del Kaiser Wilhelm der Grosse (1905)
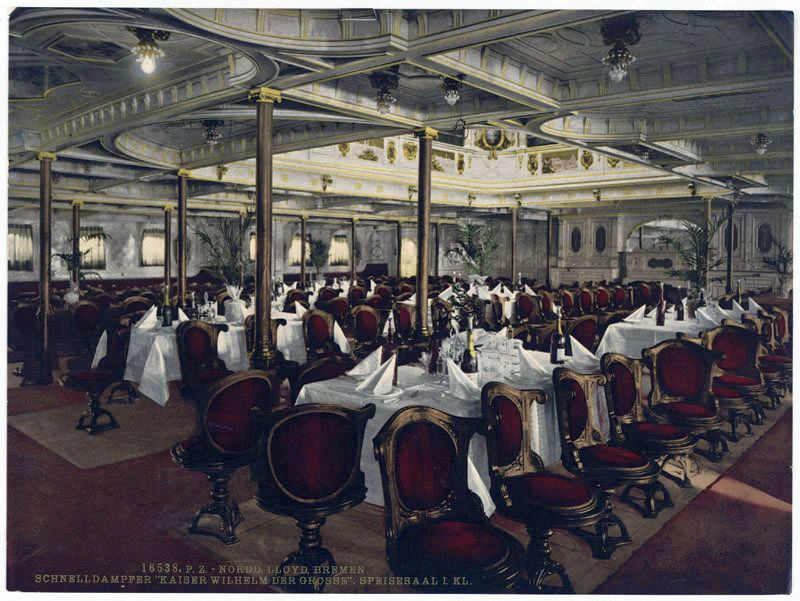
Restaurante de primera clase
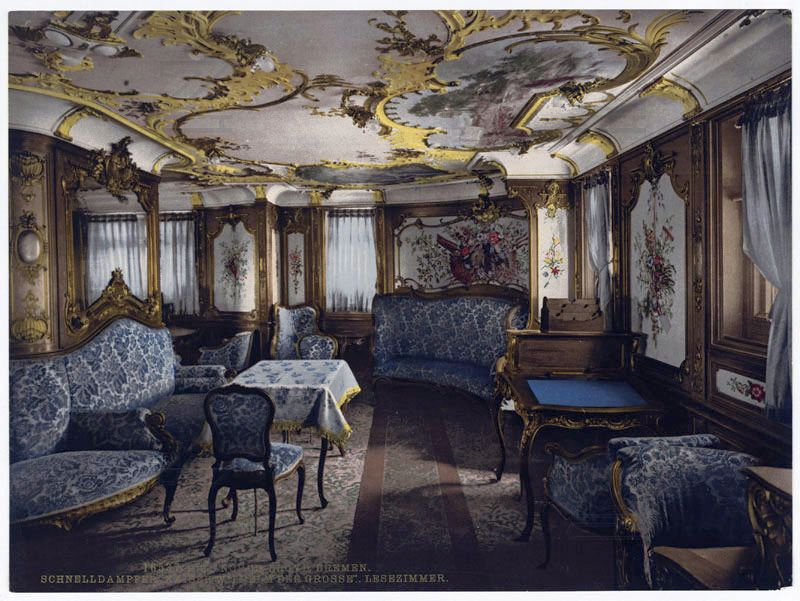
Salón de lectura
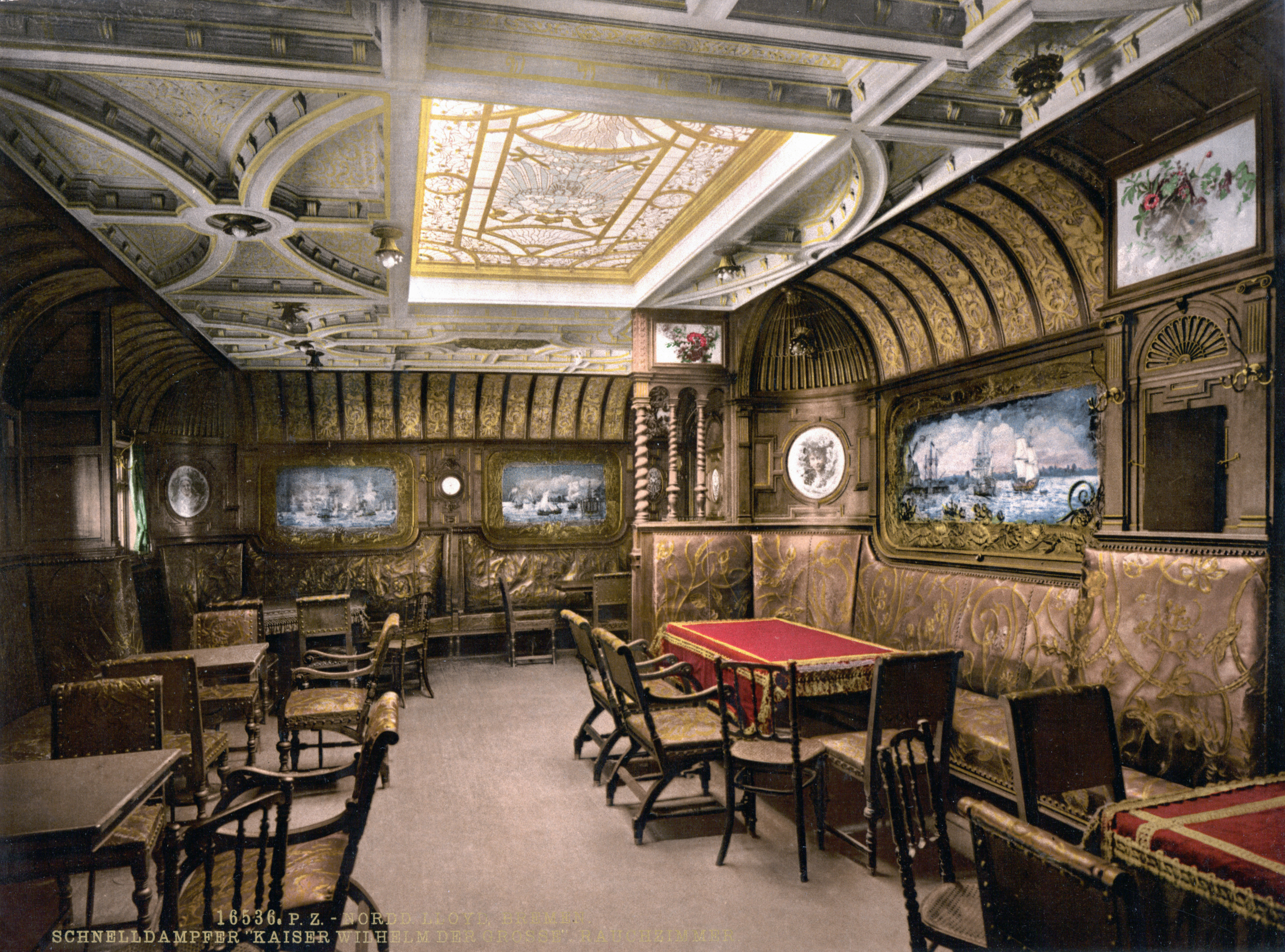
Sala de fumadores
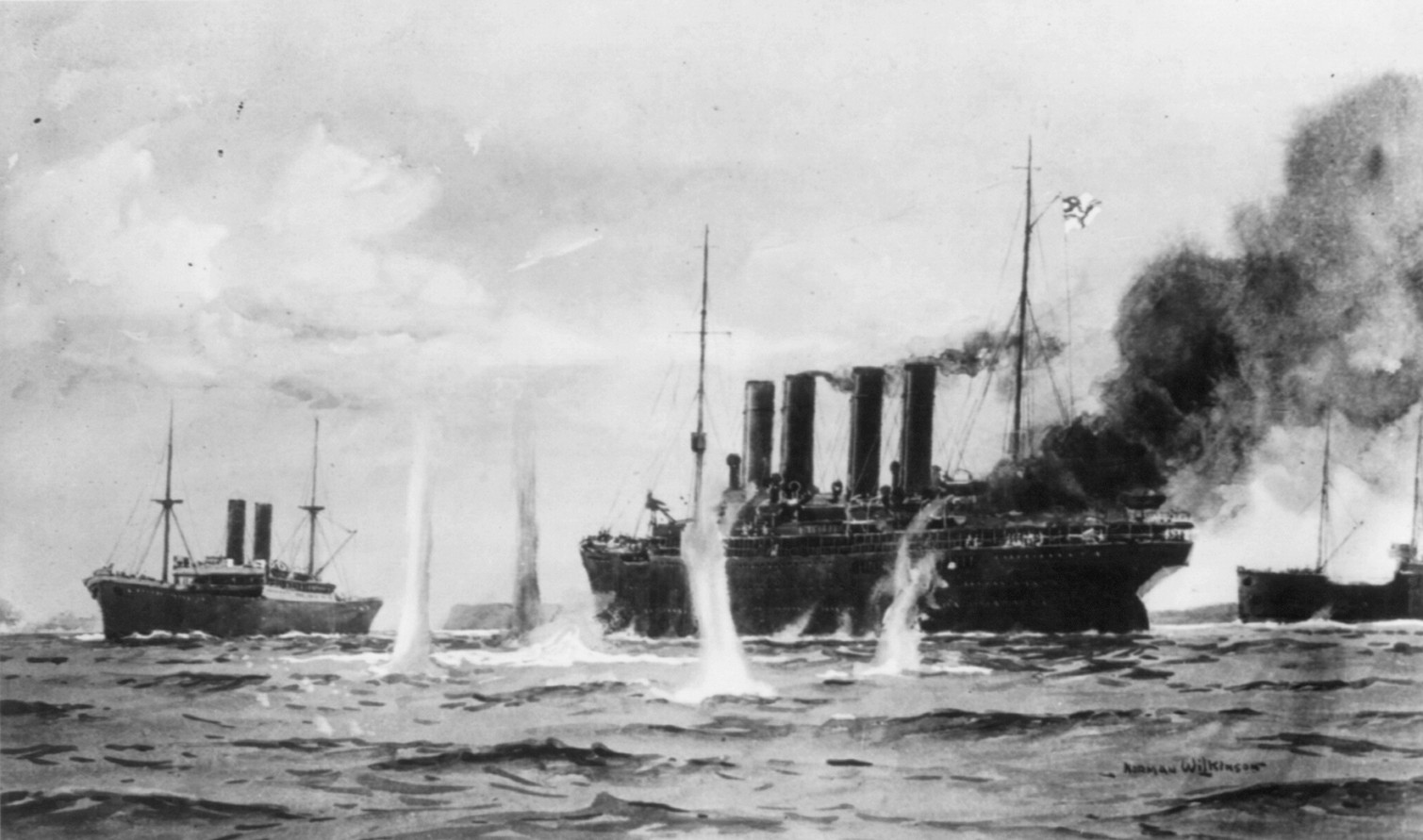
Enfrentamiento entre el Kaiser Wilhelm der Grosse contra el HMS Highflyer en 1914
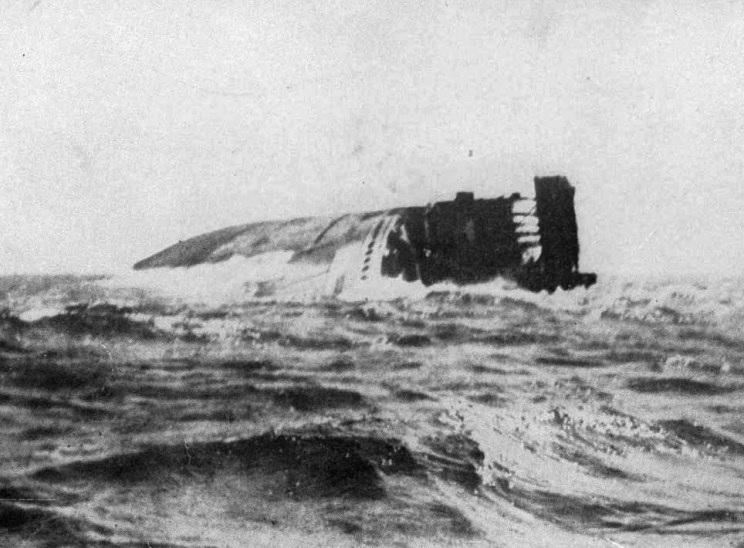
Naufragio del Kaiser Wilhelm der Grosse